# La Boissière, Calvados
La Boissière là một xã ở tỉnh Calvados, thuộc vùng Normandie ở tây bắc nước Pháp.

## Personalities
- Pierre Lambert de la Motte